# Монро (Јужна Дакота)
Монро (енгл. Monroe) град је у америчкој савезној држави Јужна Дакота.

## Демографија
По попису из 2010. године број становника је 160, што је 3 (-1,8%) становника мање него 2000. године.
| Група             | 2000.       | 2010.       |
| Белци             | 157 (96,3%) | 156 (97,5%) |
| Афроамериканци    | 4 (2,5%)    | 0 (0,0%)    |
| Азијати           | 1 (0,6%)    | 1 (0,6%)    |
| Хиспаноамериканци | 0 (0,0%)    | 1 (0,6%)    |
| Укупно            | 163         | 160         |